# D·J·斯特劳伯里
小达里尔·尤金·斯特劳伯里（英語：Darryl Eugene Strawberry, Jr.，1985年6月15日—），或简称D·J·斯特劳伯里，生于纽约市，美国职业篮球运动员，曾效力于NBA联盟菲尼克斯太阳队。。他是前MLB美国职棒球星达里尔·斯塔比雷（Darryl Strawberry）的儿子和前大学篮球球探、亚利桑那大学助理教练迈尔斯·西蒙（Miles Simon）的侄子。

## 高中时期
斯特劳伯里毕业于圣塔安那Mater Dei高中，高中时期他已经以强硬的防守著称。在他高中的时候，在一场瞩目的和俄亥俄州圣文森特-圣玛丽高中 (St. Vincent - St. Mary High)全国转播比赛中，他出色地顶防了对方的头号球星，后来成为NBA巨星的勒布朗·詹姆斯。斯塔比雷令人称赞的将勒布朗的投篮命中率降到了33%并且三分球8投0中外加7次失误。

## 大学时期
身高6尺5寸（1.96米）的斯特劳伯里大学时期在马里兰大学龟鳖篮球队 (Maryland Terrapins)打球，他在防守方面颇有建树，场均有着2次盗球的表现是全队之首。斯塔比雷在球队的影响也是十分重要的，由于他在一月中旬的前十字韧带拉伤马里兰大学未能取得参加2005年NCAA锦标赛的资格。
最初斯特劳伯里是打锋卫摇摆人的位置，但是由于身高压力而在大学三年级时改打控球后卫。他在球队的位置上也有一定的表现，得到了全队最高的场均4.0个助攻但也有着2.9次的失误。
斯特劳伯里在新秀赛季入选了全大西洋沿岸区联盟（Atlantic Coast Conference）的最佳阵容。在他大学三年级时，入选了ACC联盟最佳防守阵容，他是马里兰大学历史上第八位在盗球和助攻方面都是全队最高的球员。
在他大学四年级时期，他被投票入选I全大西洋沿岸区联盟全明星第二阵容。

## 职业篮球生涯
D·J·斯特劳伯里在2007年NBA选秀中第59顺位被菲尼克斯太阳队选中，8月28日他和太阳队签订了一份两年的合同。赛季结束后，他被交易去休斯敦火箭队，但在次年赛季开始前被裁掉。